# Super Bowl XLII
Super Bowl XLII był czterdziestym drugim finałem o mistrzostwo zawodowej ligi futbolu amerykańskiego NFL, rozegranym 3 lutego 2008 roku na stadionie University of Phoenix Stadium w Glendale w stanie Arizona.
Spotkały się w nim zespoły mistrza konferencji AFC, New England Patriots oraz mistrza konferencji NFC, New York Giants. Mimo że niepokonani w sezonie zasadniczym Patriots przed spotkaniem typowani byli na faworytów, mecz zakończył się zwycięstwem Giants wynikiem 17–14. Drużyna Giants zdobyła mistrzostwo po raz pierwszy od 1990 roku i po raz trzeci w historii klubu.
Najbardziej wartościowym graczem spotkania został quarterback New York Giants, Eli Manning. Rok wcześniej trofeum to przyznano jego bratu, Peytonowi Manningowi, który wraz z drużyną Indianapolis Colts zdobył mistrzostwo NFL wygrywając w Super Bowl XLI.
Hymn Stanów Zjednoczonych przed meczem zaśpiewała pochodząca z Glendale Jordin Sparks, zaś w przerwie meczu na stadionie miał miejsce minikoncert rockowy zespołu Tom Petty and the Heartbreakers.